# Aeschremon desertalis
Aeschremon desertalis is een vlinder uit de familie van de grasmotten (Crambidae), uit de onderfamilie van de Odontiinae. De wetenschappelijke naam van deze soort is voor het eerst voorgesteld door Jan Asselbergs in een publicatie uit 2008.
De soort komt voor in de Verenigde Arabische Emiraten en Oman.